# Дзагнидзе, Гела Бадреевич
Гела Бадреевич Дзагнидзе (19 мая 1975 — 24 октября 2015) — грузинский футболист, нападающий. Финалист Кубка Грузии 1998/99.

## Биография
Родился в семье Бадри и Тамары Дзагнидзе. Учился в школе №31 города Кутаиси. В 1997 году окончил КГУ им. А. Церетели, педагогический факультет.
Воспитанник кутаисского футбола. Карьеру начинал в Турции, в команде одной из низших любительских лиг «Сюрменеспор» из Трабзона. В сезоне 1992/1993 вернулся в Грузию и продолжил свои выступления за вторую команду кутаисского «Торпедо», за которую отыграл два года. Затем ещё два сезона выступал за клуб «Рцмена» (Кутаиси). Летом 1996 года перешёл в команду «Самгурали» из Цхалтубо, которая, выиграв первенство первой лиги в сезоне 1995/1996, готовилась к своему первому сезону в высшей лиге. В составе «Самгурали» за четыре сезона в сильнейшем дивизионе Грузии провёл 82 матча, в которых забил семь голов. В сезоне 1999/2000 помог своему клубу дойти до финала Кубка Грузии; правда, в самом финальном матче против кутаисского «Торпедо» на поле не вышел.
В 2001 году перешёл в клуб второй российской лиги «Динамо» (Брянск). В сезоне 2003 года «Динамо» до последнего тура лидировало в зоне «Центр» второй лиги, но обидная осечка в последнем туре против «Ельца» (1:1) не позволила стать брянскому клубу первым — «Орёл» свой матч выиграл и настиг динамовцев. Так как обе команды набрали по 83 очка, по регламенту был назначен «золотой матч» за право выхода в первую лигу. «Динамо» проиграло (1:2), но тем не менее получило право выступить в первой лиге из-за отказа от участия петербургского «Динамо». Во втором по силе российском дивизионе Дзагнидзе вышел на поле только в трёх матчах и в середине сезона 2004 перебрался в команду второй лиги «Локомотив» (Калуга), за который выступал полтора сезона.
Потом играл на любительском уровне в брянских командах «Бежица» и «Арсенал». Работал детским тренером в брянском «Партизане».
Скончался 24 октября 2015 года.